# Porte d’Orléans (stacja metra)
Porte d’Orléans – stacja linii nr 4 metra w Paryżu. Stacja znajduje się w 14. dzielnicy Paryża. Została otwarta 30 października 1909 r.

## Połączenia autobusowe i tramwajowe
- tramwaje: T3
- autobusy RATP: 28, 38, 62, 68, 125, 126, 128, 187, 188, 194, 197, 295, 297, 299
- autobusy CEAT: 10.07, 10.20, 10.21
- autobusy Daniel Meyer: DM151, DM152
- Sqybus: 475
- autobusy nocne: N14, N21, N66